# Aleksandr Korneljuk
Aleksandr Olegovič Korneljuk (in russo Александр Олегович Корнелюк?; Baku, 28 giugno 1950) è un ex velocista sovietico.

## Biografia
All'apice della carriera ha vinto la medaglia d'argento nella staffetta 4×100 m ai Giochi olimpici di Monaco di Baviera 1972.

## Palmarès
| Anno | Manifestazione  | Sede   | Evento      | Risultato | Prestazione | Note |
| ---- | --------------- | ------ | ----------- | --------- | ----------- | ---- |
| 1972 | Giochi olimpici | Monaco | 100 m piani | 4º        | 10"36       |      |
| 1972 | Giochi olimpici | Monaco | 4×100 m     | Argento   | 38"50       |      |

## Altre competizioni internazionali
1973
- Coppa Europa di atletica leggera ( Edimburgo)